# Pilea lomatogramma
Pilea lomatogramma är en nässelväxtart som beskrevs av Hand.-mazz.. Pilea lomatogramma ingår i släktet pileor, och familjen nässelväxter. Inga underarter finns listade i Catalogue of Life.